# Pugilato ai Giochi della III Olimpiade
Le competizioni di pugilato ai Giochi della III Olimpiade furono 7 eventi di lotta libera, riservati esclusivamente ad atleti maschili. Le gare si svolsero dal 21 al 22 settembre 1904 presso il Physical Culture Gymnasium della Washington University di Saint Louis. Vi presero parte 18 atleti, tutti provenienti dagli Stati Uniti.

## Podi
| Evento                  | Oro             | Argento          | Bronzo          |
| Pesi mosca (dettagli)   | George Finnegan | Miles Burke      | non assegnata   |
| Pesi gallo (dettagli)   | Oliver Kirk     | George Finnegan  | non assegnata   |
| Pesi piuma (dettagli)   | Oliver Kirk     | Frank Haller     | Fred Gilmore    |
| Pesi leggeri (dettagli) | Harry Spanjer   | Russell Van Horn | Peter Sturholdt |
| Pesi welter (dettagli)  | Al Young        | Harry Spanjer    | Joe Lydon       |
| Pesi medi (dettagli)    | Charles Mayer   | Ben Spradling    | non assegnata   |
| Pesi massimi (dettagli) | Sam Berger      | Charles Mayer    | Bill Michaels   |

## Medagliere
| Posizione | Paese       |   |   |   | Totale |
| --------- | ----------- | - | - | - | ------ |
| 1         | Stati Uniti | 7 | 7 | 4 | 18     |
| Totale    | Totale      | 7 | 7 | 4 | 18     |